# Nadejda Mountbatten, markise af Milford Haven
Nadejda Mountbatten, markise af Milford Haven (født 28. marts 1896 i Cannes, død 22. januar 1963 samme sted), også kendt som grevinde Nadejda (Nada) Mikhailovna de Torby, var en russisk–tysk–luxemburgsk grevinde, der blev britisk aristokrat.

## Forfædre
Nada de Torby var oldedatter af kejser Nikolaj 1. af Rusland, kejserinde Alexandra Fjodorovna af Rusland, storhertug Leopold af Baden, prinsesse Sofia Wilhelmina af Sverige-Finland, hertug Vilhelm 1. af Nassau, hertuginde Pauline af Nassau (1810-1856) og den russiske litteraturs grundlægger Aleksandr Sergejevitj Pusjkin.
Da Pusjkins datter (Natalja Aleksandrovna Pusjkina) og en søn af hertug Vilhelm 1. af Nassau havde indgået et morganatisk ægteskab, mistede deres efterkommere retten til at blive prinser og prinsesser ved fødslen. Tilsvarende mistede de retten til titler som storfyrster og storfyrstinder. I stedet blev de grever og grevinder ved fødslen.
Da Nada de Torby blev gift, var hendes mand stadig prins af Battenberg, og hun var derfor kortvarigt (15. november 1916 – 14. juli 1917) kendt som prinsesse George af Battenberg.

## Familie
Nada de Torby blev gift med George Mountbatten, 2. markis af Milford Haven. Parret fik to børn:
- lady Tatiana Elizabeth Mountbatten (1917–1988), der døde ugift.
- David Mountbatten, 3. markis af Milford Haven (1919–1970), der fik to sønner.